# Lúzer (film)
A Lúzer (eredeti címe: Looser) 2000-ben bemutatott amerikai romantikus vígjáték, amelyet Amy Heckerling rendezett. A főbb szerepekben Jason Biggs, Mena Suvari és Greg Kinnear. 2000. július 20-án mutatták be az Egyesült Államokban, Magyarországon egy évvel később adták ki videokazettára. A film negatív visszhangot váltott ki, és pénzügyi bukás volt.

## Cselekmény
Paul Tannek ösztöndíjjal felvételt nyer a New York-i Egyetemre. Apja tanácsát követve úgy próbál barátokat szerezni, hogy udvarias és mások iránt érdeklődő. Új szobatársai - Chris, Adam és Noah - azonban lúzernek bélyegzik őt viselkedése, munkásosztálybeli származása és a tanulás iránti elszántsága miatt. 
A trió kitalál egy hamis történetet a lakásigazgatóságnak Paul viselkedéséről, amivel elérik, hogy Pault kidobják a kollégiumból. Paul kénytelen meghúzni magát egy állatkórházban, ahol hamarosan a három fiú ismét felkeresi őt. A kollégiumban betiltották a partikat, ezért meggyőzik, hogy engedje őket a kórházban bulizni. A partira meghívják Dorát, Paul kiszemeltjét is. Paul nem tudja, hogy Dorának viszonya van az egyik professzorral, Alcottal, akihez a lány szeretne beköltözni, de a férfi elutasítja. 
Paul elhívja Dorát egy koncertre, de a koncert után Dora az állatkórházi partira megy. A lányt azonban elkábítják, és elveszti az eszméletét. A koncert után Paul talál Dorára, és a kórházba siet a lánnyal, ahol megtudja, hogy Alcott professzor a vészhelyzet esetén értesítendő személy Dora számára. Dora és Paul közelebb kerülnek egymáshoz, azonban Alcott kettejük közé áll. A professzort a három fiú, Chris, Noah és Adam jobb jegyek reményében zsarolja, és a férfi azt hiszi, hogy Paul is benne van a dologban. 
Mikor Paul megtudja, hogy Dorát elkábították, megszabadul a trió rejtett készletétől. Dora után érdeklődve könnyített vizsgalehetőséget kap Alcott professzortól, de Paul visszautasítja. Mikor Alcott rájön, hogy Paul soha nem zsarolta, mégis úgy dönt, hogy meg fogja buktatni. 
Dora szakít a professzorral, és Paullal kezd randizni, Alcottot pedig letartóztatják, mikor kiderül, hogy kiskorú diákkal viszonyt kezdett.

## Szereplők
| Szerep                   | Színész        | Magyar hang      |
| ------------------------ | -------------- | ---------------- |
| Paul Tannek              | Jason Biggs    | Csőre Gábor      |
| Dora Diamond             | Mena Suvari    | Solecki Janka    |
| Adam                     | Zak Orth       | n.a              |
| Chris                    | Thomas Sadoski | Markovics Tamás  |
| Noah                     | Jimmi Simpson  | Seszták Szabolcs |
| Edward Alcott professzor | Greg Kinnear   | Lux Ádám         |
| Mr. Tannek               | Dan Aykroyd    | Csuja Imre       |
| Gena                     | Twink Caplan   | n.a              |
| Victor                   | Robert Miano   | n.a              |

## Fogadtatás

### Kritikai visszhang
A filmtől nem volt lenyűgözve a filmkritika. A Rotten Tomatoeson 24%-os minősítést ért el 96 értékelés alapján, az összefoglaló szerint: „A tinifilmek nagy hagyományai szerint a Lúzer egy újabb kiszámítható és alulírt film, amelyben nincs semmi újdonság.” Lou Lumenick a New York Posttól „elképesztően szellemtelennek” hívta a filmet. Mark Caro a Chicago Tribune-től azt írta: „A Lúzer büszkélkedhet minden idők egyik legrosszabb végkifejletével, azokkal a túlhasznált, Amerikai Graffiti ihlette képernyőn megjelenő jegyzetekkel együtt, amelyek morálisan elmondják, hogy milyen rohadt dolgok történtek végül a rohadt emberekkel.” Carla Meyer a San Francisco Chronicle-től azt írta: „Pont olyan lúzer, mint amilyennek hangzik.”
A MetaCriticen 35 pontot ért el a 100-ból 29 vélemény alapján. Jay Carr a Boston Globe-tól azt írta: „Nem éri el azoknak a filmeknek a szintjét, amelyek Heckerling popkulturális főpapnői státuszát megalapozzák.” Lisa Schwarzbaum az Entertainment Weeklytől azt írta: „Jó szándékú, de reménytelenül elveszett kis vígjáték.” Lisa Alspector a Chicago Readertől azt írta: „Érdekes, de rosszul kivitelezett ötletek adják az alapját ennek a nem teljesen ellenszenves romantikus vígjátéknak.”

### Bevételi adatok
A Box Office Mojo szerint a film veszteséges volt. A 20 millió dolláros költségvetésre 18 millió dolláros bevételt sikerült elérnie.